# Awassa City Football Club
Maillots
Actualités
Le Awassa City Football Club (en amharique : አዋሳ ከተማ የእግር ኳስ ክለብ), plus couramment abrégé en Awassa City FC, est un club éthiopien de football fondé en 1978 et basé dans la ville d'Awassa, dans le sud du pays.

## Historique
Fondé en 1978, Awassa City FC (surnommé Awassa Kenema) remporte le premier trophée de son histoire en 2004, en terminant en tête du championnat de première division, devant Ethiopian Coffee et Trans Ethiopia FC et ce, après avoir terminé les deux saisons précédentes à la 12e place, la première de non-relégable.
La saison suivante, Awassa City ne parvient pas à conserver son titre (terminant tout de même à la troisième place) mais décroche la Coupe d'Éthiopie, s'imposant en finale face à Muger Cement FC à l'issue de la séance de tirs au but. Les résultats finaux de la saison 2006 sont inconnus mais sans trophée pour Awassa.
À l'issue de la saison 2006-2007, Awassa City devient pour la deuxième fois champion d'Éthiopie à la suite de la décision de la fédération de lui attribuer le titre, après le boycott de la compétition par de nombreuses formations de la capitale, Addis-Abeba.
Les succès et bons résultats du club lui ont permis de participer à plusieurs reprises aux compétitions continentales. Le meilleur résultat d'Awassa a eu lieu lors de sa première participation, en 2000, lors de la Coupe de la CAF, où le club passe le premier tour face aux Maliens de l'USFAS Bamako avant d'être éliminé au tour suivant par le club nigérian d'Iwuanyanwu Nationale. Les trois autres campagnes du club en Coupes d'Afrique (deux en Ligue des champions de la CAF et une en Coupe de la confédération) se sont soldées par une élimination dès son entrée en lice au premier tour.

## Palmarès
| \| - Championnat d'Éthiopie (2) : - Champion : 2003-04 et 2006-07. - Coupe d'Éthiopie (1) : - Vainqueur : 2004-05. - Finaliste : 1999-00, 2007-08 et 2018-19. \| \| - Supercoupe d’Éthiopie : - Finaliste : 2004 et 2005. \| |  |                                                       |
| - Championnat d'Éthiopie (2) : - Champion : 2003-04 et 2006-07. - Coupe d'Éthiopie (1) : - Vainqueur : 2004-05. - Finaliste : 1999-00, 2007-08 et 2018-19.                                                                   |  | - Supercoupe d’Éthiopie : - Finaliste : 2004 et 2005. |

## Personnalités du club

### Présidents
- Arega Tsegaye
- Tamiru Tafe

### Entraîneurs
- Wubetu Abate
- Zelalem Shiferaw
- Ato Kemal Ahmed
- Addise Kassa

### Anciens joueurs
- Adane Girma
- Shimeles Bekele